# César Thomson

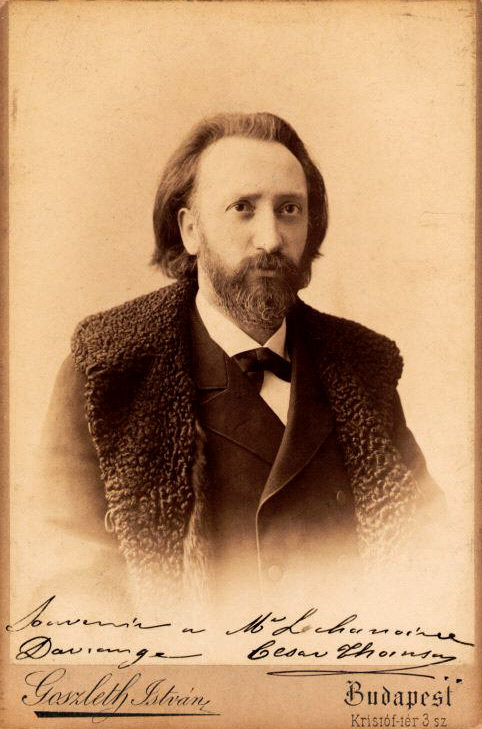
César Thomson.

César Thomson, född 18 mars 1857 i Liège, död 21 augusti 1931 i Bissone, Schweiz, var en belgisk violinist. 
Thomson utbildades under gossåren vid musikkonservatoriet i Liège och hade bland andra Hubert Léonard till lärare, var 1873–77 kammarmusiker hos baron Paul von Derwies i Lugano och företog konsertresor i Italien, var därefter konsertmästare vid Benjamin Bilses orkester i Berlin och blev 1883 professor i violinspel vid musikkonservatoriet i Liège. År 1898 efterträdde han Eugène Ysaÿe som professor i violinspel vid Bryssels musikkonservatorium samt bildade en stråkkvartett. 
Högt ansedd företrädare för fransk-belgiska violinskolan, utövade Thomson vidsträckt lärarverksamhet (även för svenskar) och väckte på en mängd konsertresor beundran för ren stil och ovanligt stor virtuositet, särskilt i passagespel med dubbelgrepp. I Stockholm uppträdde han 1911 och 1912.